# Esagila
L'Esagila (lingua sumerica 𒂍𒊕𒅍𒆷, é-sag-gil-la; lett. "casa", é, nel significato di 'casa' del dio, quindi di 'tempio'; "la cui testa", sag, 'testa', qui inteso come 'pinnacolo'; "è posta in alto", il-la, 'elevata') è il nome sumerico del tempio del dio Marduk, poliade di Babilonia (in accadico Bābilāni, da Bāb-ili; che rende il sumerico KA.DIN.GIR.RA, col significato di "Porta del Dio", la città amorrea fondata nel XIX secolo a.C.) e re degli dèi nella religione babilonese. Presso l'Esagila era collocata la statua di Marduk, il più importante simulacro cittadino del dio.
Insieme alla vicina Etemenanki, lo ziqqurat cittadino ubicato poco più a nord del tempio, costituiva il centro religioso principale della città e di tutta l'area circostante.

## Storia
Non si conoscono esattamente le origini di quest'importante tempio babilonese, dedicato alla divinità poliade di Babilonia, Marduk, e sede del suo più importante simulacro, la c.d. "statua di Marduk". Fu probabilmente eretto durante il regno paleo-babilonese di Hammurapi (1792-1750) anche se la sua esistenza può forse essere retrocessa al regno del suo predecessore Sabium (1844-1831 a.C.) Già il Cassita Agum II (regno 1592-1565 a.C.) ne operò un restauro all'atto di ricollocarvi la statua di Marduk, recuperata dai razziatori ittiti che l'avevano rubata durante il loro sacco di Babilonia. Un altro restauro è attestato al re assiro Salmanassar II (regno 1031-1019 a.C.) che aveva conquistato la città.
I dati cronologici relativi all'Esagila s'infittiscono durante il periodo c.d. "Neo-assiro". Il tempio viene prima ristrutturato dal Caldeo Marduk-apla-iddina II (regno 722-710 a.C.), rivale dei Sargonidi d'Assiria, e poi raso al suolo dall'assiro Sennacherib (regno 705-681 a.C.) quando conquistò Babilonia nel 689 a.C.. Il tempio fu poi ricostruito dal figlio di Sennacherib, Esarhaddon (regno 680-669 a.C.) ed abbellito dal nipote Assurbanipal (regno 669-631 a.C.). Lo zenit strutturale della Esagila fu opera dei sovrani dell'Impero neo-babilonese che stroncarono la potenza assira: Nabopolassar (regno 625-604) e, soprattutto, suo figlio Nabucodonosor II (regno 604-562 a.C.) che ampliò e ristrutturò sia l'Esagila sia la Etemenanki come testimoniato dai numerosi mattoni votivi a lui dedicati trovati presso entrambi gli edifici.
Secondo Erodoto, il re persiano Serse lo sconsacrò dopo aver messo a sacco la città nel 482 a.C. Alessandro Magno ne ordinò la ricostruzione e l'Esagila continuò a essere mantenuto per tutto il periodo ellenestico. Cadde in rovina con l'abbandono graduale di Babilonia sotto l'impero dei Parti nel I secolo a.C. e smise la sua funzione nel III secolo d.C.
L'Esagila fu riscoperta da Robert Koldewey nel 1900 insieme al resto dell'antica Babilonia ma non fu oggetto di studi analitici prima del 1910.

## Il mito
La costruzione della Esaglia è oggetto di specifici riferimenti all'interno della mitologia babilonese. Nella fattispecie, il mito babilonese della creazione, la Enūma eliš, ricorda che fu Marduk stesso a costruire prima Babilonia e poi la Esaglia. Il tempio, posto al centro della città che a sua volta era concepita come centro del mondo, era quindi il punto cardine del creato secondo i babilonesi.

## Descrizione

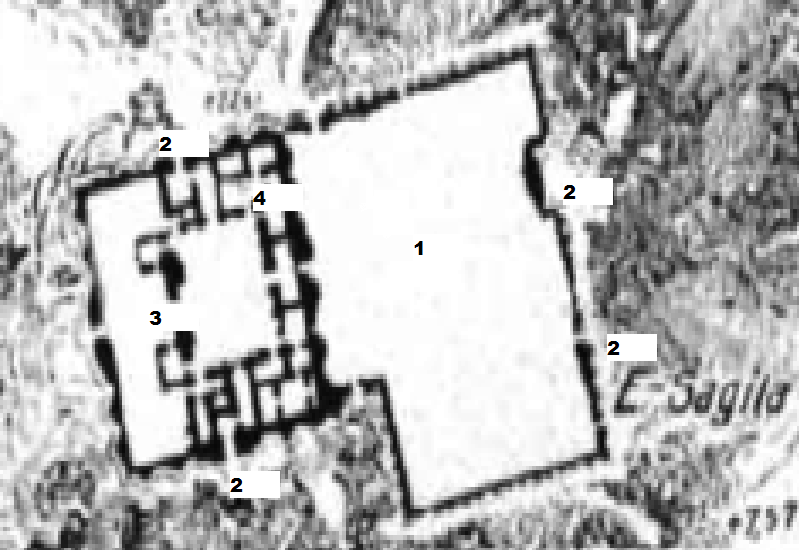
Pianta del tempio babilonese dell'Esagila:
1. Avancorte.
2. Le quattro porte, quella posta a Nord, in alto, apriva sulla Etemenanki (la ziqqurat di Babilonia) e veniva probabilmente utilizzata per la processione dell'Akitū, la festa religiosa del Capodanno babilonese.
3. Cella del dio Marduk (indicata come Etuša, "Casa dell'abitazione", o anche Eumuša, "Casa del comando").
4. Cella del dio Ea.
Sotto, a sinistra il segno cuneiforme che indica la "casa" in questo contesto la "casa del dio" quindi il "tempio" (la sua resa in sumerico è É (e_{2}), in accadico: bītu, con la variante assira in bētu), a destra un alzato ipotetito del complesso templare di Babilonia con l'Etemenanki (sx) e l'Esagila (dx).

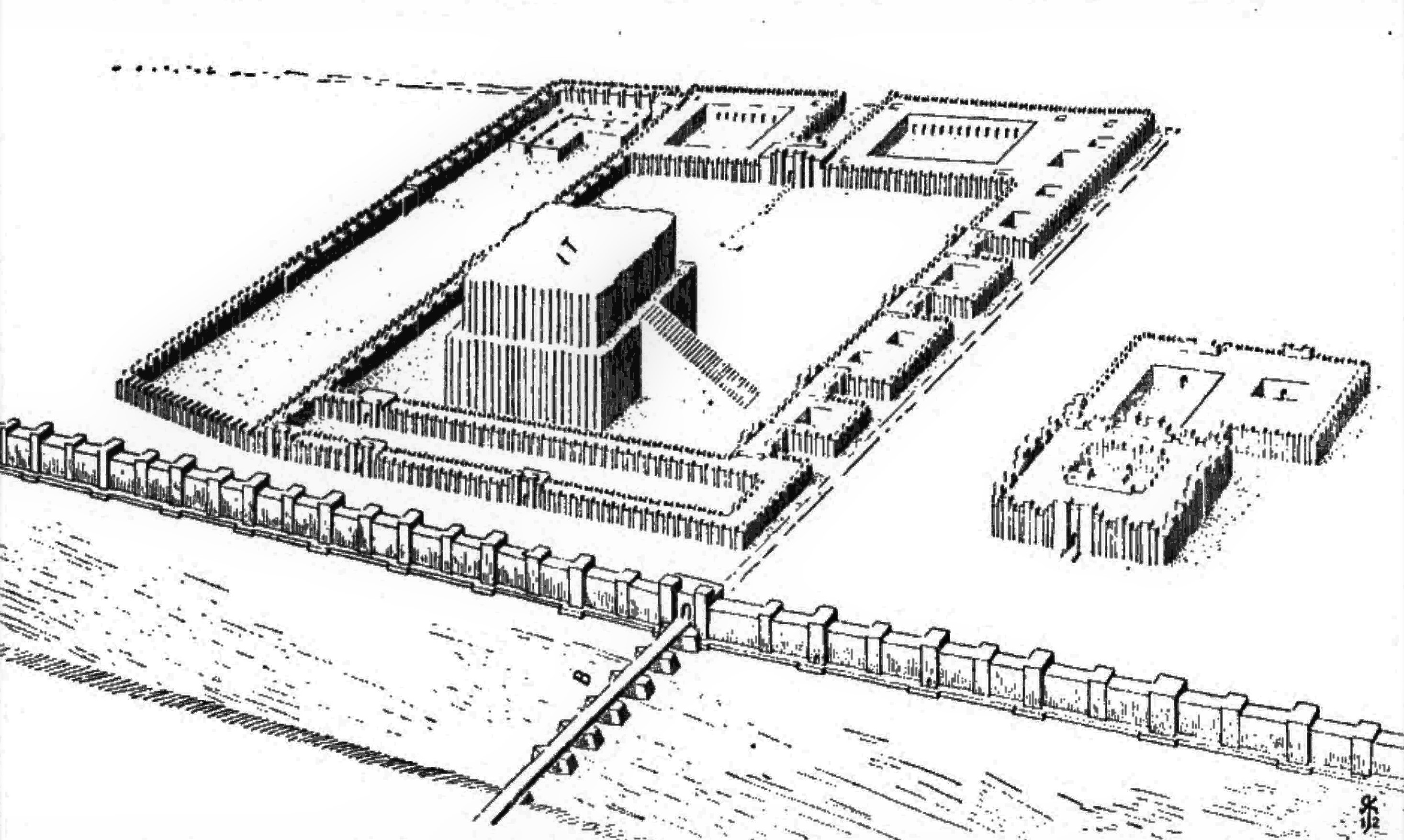

Nel momento del suo massimo splendore, l'area del santuario era di 170x110 m con una pianta comunque irregolare.
Così il greco Erodoto narra lo stato del tempio di Marduk nel V secolo a.C.:
(Erodoto, I, 183 - trad. Fulvio Barberis)

## La "Tavola dell'Esagila"
I dati della c.d. "tavoletta dell'Esagila", copiata da testi più antichi nel 229 a.C., descrive Esagila nelle righe 1–15 prima di passare alla ziqqurat Etemenanki, hanno aiutato la ricostruzione del tempio. La tavoletta, descritta da George Smith nel 1872, scomparve per qualche tempo in mani private prima di riemergere e di cominciare ad essere interpretata.
La tavoletta Esagila contiene metodi di calcolo babilonesi considerati sacri poiché si legge sul retro "lascia che l'iniziato mostri l'iniziato, il non iniziato non deve vederlo". Sulla parte anteriore, la tavoletta spiega la storia e l'ingegneria del Etemenanki, la "Torre di Babele" della Bibbia.

### Fonti
- Cronache babilonesi
- Enūma eliš, XII secolo a.C..
- Erodoto, Storie.
- Prisma di Sennacherib (ed. in Luckenbill)

### Studi
- Liverani M, Antico Oriente, Roma-Bari, Laterza, 1988.
- Pinnock F, Lineamenti di storia dell'arte e archeologia del Vicino Oriente antico, Parma, 2004.
- Seminara S, Immortalità dei simboli, Milano, Bompiani, 2006.